# Општина Ардуд (Сату Маре)
Ардуд (рум. Ardud) општина је у Румунији у округу Сату Маре.
Oпштина се налази на надморској висини од 129 m.